# Super Puzzle Bobble 2
Super Puzzle Bobble 2 (スーパーパズルボブル2 Sūpā Pazuru Boburu Tsu?), lanzado como Super Bust-A-Move 2 en América del Norte y Europa, es un videojuego de rompecabezas de la serie Puzzle Bobble desarrollado por Taito y fue lanzado en 2002 para PlayStation 2.

## Jugabilidad
Super Puzzle Bobble 2 incorpora prácticamente los mismos elementos que los juegos anteriores. El modo de juego tiene su propio modo de historia, modo de rompecabezas sin fin, modo de batalla, modo de batalla competitivo para dos jugadores y, por último, un modo de edición, que permite a los jugadores crear sus propias rondas personalizadas.

## Modos
Hay varios modos más que los juegos originales, que incluyen:
- Modo historia
- Modo rompecabezas
- Batalla de CPU
- Batalla de 2 jugadores
- Modo de edición

## Recepción
El juego recibió críticas superiores a la media según el sitio web de agregación de reseñas Metacritic.  En Japón, Famitsu le dio una puntuación de 26 sobre 40.
Ryan Davis de GameSpot dijo que el juego tenía una mala presentación, videoclips y voces y que no valía la atención de nadie más que de aquellos que realmente estaban interesados en Bust-a-Move, pero el juego era igual de divertido y desafiante.  Jeremy Dunham de IGN dio crédito al desarrollador, complacido de que la jugabilidad se mantuviera igual y fiel a sus predecesores. 